# Cigarra-verdadeira
A cigarra-verdadeira ou cigarra-do-sul (nome científico: Sporophila falcirostris) é uma espécie de ave passeriforme da família dos emberizídeos (Emberizidae).

## Distribuição e habitat
a cigarra-verdadeira é distribuído de forma desconjuntada; no sudeste do Brasil, no sul da Bahia e do Espírito Santo e Minas Gerais ao sul ao longo de uma faixa litorânea ao sul de Santa Catarina; e no leste e sul do Paraguai e extremo nordeste da Argentina (Missiones). Esta espécie é incomum ou rara, e aparentemente nômade, em seu habitat natural: o estrato baixo (sub-bosque) e as bordas das florestas úmidas e montanhosas da Mata Atlântica, geralmente associadas à floração de bambuzais (bambusoideae), quando pode ser temporariamente mais numerosa. Não excede os 1 200 metros de altitude.

## Conservação
Em 2018, a cigarra-verdadeira foi classificado como vulnerável pela Lista Vermelha da União Internacional para a Conservação da Natureza (IUCN) porque sua pequena população, estimada entre 2 500 e 10 mil indivíduos maduros, presume-se estar em rápido declínio como resultado da perda de habitat, seu nomadismo, dependência da floração do bambu e captura como ave de gaiola. No Brasil, em 2005, foi classificada como criticamente em perigo na Lista de Espécies da Fauna Ameaçadas do Espírito Santo; em 2010, como em perigo na Lista de Espécies Ameaçadas de Extinção da Fauna do Estado de Minas Gerais e vulnerável no Livro Vermelho da Fauna Ameaçada no Estado do Paraná; em 2011, como em perigo na Lista das Espécies da Fauna Ameaçada de Extinção em Santa Catarina; em 2014, como em perigo no Livro Vermelho da Fauna Ameaçada de Extinção no Estado de São Paulo e como vulnerável no Livro Vermelho da Fauna Brasileira Ameaçada de Extinção do Instituto Chico Mendes de Conservação da Biodiversidade (ICMBio); em 2017, como em perigo na Lista Oficial das Espécies da Fauna Ameaçadas de Extinção do Estado da Bahia; e em 2018, como vulnerável na Lista Vermelha do Livro Vermelho da Fauna Brasileira Ameaçada de Extinção do ICMBio e em perigo na Lista das Espécies da Fauna Ameaçadas de Extinção no Estado do Rio de Janeiro.

## Dieta
A cigarra-verdadeira alimenta-se especialmente de sementes de bambu, mas quando seu principal alimento não está disponível, se alimenta de outras sementes e insetos.

## Sistemática
A espécie S. falcirostris foi descrita pela primeira vez pelo naturalista holandês Coenraad Jacob Temminck em 1820 sob o nome científico de Pyrrhula falcirostris; sua localidade tipo é: "Brasil". O nome popular da a cigarra-verdadeira em inglês, Temminck's seedeater, faz homenagem ao naturalista. O nome feminino do gênero Sporophila é uma combinação das palavras gregas sporos ("semente") e philos ("amante"); e o nome da espécie falcirostris é composto pelas palavras latinas falx, falcis (foice) e rostris (bico).

## Taxonomia
A cigarra-verdadeira é monotípica. Os dados apresentados por extensos estudos filogenéticos recentes mostraram que a presente espécie é irmã da cigarra-do-norte (Sporophila schistacea), e o par formado por ambas se aproxima de um clado composto por patativa-verdadeira (S. plumbea), golinho (S. albogularis) e coleiro-do-brejo (S. collaris).